# Геронтофилия (фильм)
«Геронтофили́я» (англ. Gerontophilia) — канадский фильм 2013 года режиссёра Брюса Лабрюса, повествующий о романтических отношениях юноши и пожилого мужчины. Премьера картины состоялась 28 августа 2013 года в рамках программы «Дни авторов» Венецианского кинофестиваля. Премьера фильма в России состоялась 20 июня 2014 года на XXXVI Московском международном кинофестивале в рамках внеконкурсной программы «Фильмы, которых здесь не было».

## Сюжет
18-летний Лэйк в общем ничем не отличается от своих сверстников. Но в определённый момент парень обнаруживает странную особенность своей сексуальности — его влечёт к пожилым мужчинам. Он воображает, что они тоже когда-то были молодыми, яркими и чертовски привлекательными. Его мать, которая работает медсестрой, берёт парня на лето на работу в дом престарелых. Здесь Лэйк обнаруживает, что медперсонал злоупотребляет психотропными средствами, накачивая ими пациентов, чтобы поддерживать их в бессознательном состоянии. В заведении парень подружился и сблизился с пожилым мистером Пибоди. Между ними, несмотря на огромную разницу в возрасте, начинаются романтические отношения. Мистер Пибоди признается Лэйку, что мечтает увидеть океан в последний раз. Вместе они отправляются в поездку к Тихому океану. Лэйк, наконец, готов принять истинную природу чувств, которые он испытывает по отношению к мистеру Пибоди, но всё меняется, когда поездка принимает неожиданный поворот.

## В главных ролях
| Актёр               | Роль                  |
| ------------------- | --------------------- |
| Пьер-Габриель Ляжуа | Лэйк                  |
| Уолтер Борден       | Мелвин Пибоди, 81 год |
| Кэти Боланд         | Дезире, девушка Лэйка |
| Мари-Элен Тибо      | Мари, мама Лэйка      |

## Отзывы
Канадский дистрибьютор «Геронтофилии» Эндрю Ноубл назвал фильм гей-версией культовой чёрной кинокомедии «Гарольд и Мод». А онлайн-СМИ «Huffington Post» отметило, что в отличие от большинства своих предыдущих фильмов, в «Геронтофилии» ЛаБрюс не говорит прямо о сексуальности, а вместо этого, пытается преподнести традиционную для него тему сексуальных табу так, чтобы она была понятна широкой зрительской аудитории.